# COSME
COSME (англ. Competitiveness of Enterprises and Small and Medium-sized Enterprises) — «Конкурентоспроможність підприємств малого і середнього бізнесу (2014—2020)» — програма Європейського Союзу.
23 лютого 2017 Верховна Рада ратифікувала Угоду між Урядом України і Європейським Союзом про участь України в цій програмі.
COSME — одна з ключових програм Євросоюзу з бюджетом 2,3 млрд євро, яка спрямована на створення сприятливих умов для розвитку малого та середнього підприємництва, обмін досвідом, підвищення ділової активності підприємців, розширення торговельно-економічних зв'язків і формування культури ведення бізнесу відповідно до найкращих світових стандартів.
COSME надає широкий набір можливостей для підприємців. Програма передбачає надання фахових консультацій, проведення тренінгів, семінарів і різноманітних секторальних конференцій для малих і середніх підприємців, а також програми обміну, стажування та додаткові можливості пошуку партнерів у Євросоюзі. Програма сприяє імплементації Акта Малого Бізнесу для Європи (Small Business Act for Europe) та впровадженню мережі «адвокатів бізнесу» — Уповноважених із питань МСП (англ. SME Envoys).
Серед підпрограм COSME є такі важливі ініціативи, як Erasmus for Young Entrepreneurs, European Strategic Cluster Partnerships, European Destinations of Excellence тощо.
Доступна для України програма складається з 25 підпрограм, які класифіковані за трьома напрямами:
- спрощення виходу МСП на зовнішні ринки,
- поліпшення умов для конкурентоспроможності
- формування культури ведення бізнесу.

При цьому підтримуються проекти різної тематики, включаючи туризм, хімічну галузь, полегшення доступу до держзакупівель, зниження адміністративного навантаження, захист прав інтелектуальної власності для компаній, що працюють в країнах, що не є членами ЄС.
Брати участь у проектах COSME можуть представники малого та середнього бізнесу, громадські організації, установи, агенції регіонального розвитку, освітні установи, а також бізнес-асоціації, профспілки, кластери та органи державної влади.
Ефективна реалізація Програми дозволить українським підприємцям скористатись більшою кількістю переваг Зони вільної торгівлі між Україною та Євросоюзом, значно підвищить конкурентноспроможність національних виробників, а також сприятиме розвитку економічного потенціалу України і впровадженню найкращих практик ведення бізнесу.